# Jan Rýz
Jan Rýz (6. října 1946 Hradec Králové – 8. listopadu 2016 Praha) byl český malíř a pedagog.

## Životopis
V letech 1963 - 1966 vystudoval Vysokou školu strojní a textilní v Liberci. Od roku 1969 do roku 1973 studoval Pedagogickou fakultu Univerzity Hradec Králové, obor výtvarná výchova u profesora Bořivoje Borovského. Po studiu se přestěhoval do Prahy, kde v 80. letech pracoval ve Středočeské galerii, kde pečoval o grafické sbírky a propagoval je. Od 90. let se věnoval pedagogické činnosti. Byl středoškolským profesorem výtvarných oborů na gymnáziu, Střední odborné škole pedagogické a Vyšší odborné škole v Praze 6 - Dejvicích. Od roku 2002 učil na Střední uměleckoprůmyslové škole v Praze 3. V letech 1999 - 2006 byl členem Sdružení pražských malířů.
Byl také členem Středočeského sdružení výtvarníků.
Jako malíř se nejprve věnoval kresbám sportu, který se stal na dlouhá léta jeho motivem tvorby. Postupně došel k vlastní stylizaci a propojení tvarů, ploch a linií. Vedle toho originálním způsobem převáděl díla významných malířů do vlastní výtvarné řeči či stylizoval osobitým často humorným způsobem známé osobnosti světového malířství. Postupně obohatil kresbu a malbu o další prvky a techniky, jako je slepotisk a koláž. Dostal se k asambláži, v které kombinoval dřevo s kůží, textilem a nakonec i s plastem. Právě plast ho přivedl kolem roku 2010 k zcela novému výtvarnému nápadu. Začal tvořit takzvané plastily, dvojrozměrné a později i trojrozměrné objekty z plastových trubiček, kroužků, geometrických tvarů, někdy s použitím drátěné konstrukce, čímž dospěl k výtvarnému projevu, který vycházel materiálově, technicky i svým pojetím ze současného světa. Výstava jeho plastilů se konala v Nové síni v Praze v roce 2013, v Emauzském klášteře v roce 2014 a v Geofyzikálním ústavu AV ČR na Spořilově v Praze v březnu 2015.

## Plastily
| „         | Plastické hmoty se staly nedílnou součástí našeho života, v řadě oborů znamenalo jejich užití i zásadní technický a technologický pokrok. Plasty charakterizují naši dobu, obohacují ji zásadním způsobem materiálově i užitnými vlastnostmi a osobitou krásou. Použití plastu jako výchozího materiálu v současné výtvarné tvorbě se tedy přímo nabízí. Prostorové objekty - plastily, vytvářím originální technikou, používající jako základní výrazový prostředek silonové vlákno. Využívám jeho mechanické vlastnosti - pružnost, ohebnost a tvarovou paměť. Plastové korálky Hama navíc přidávají transparentní barevnost a umožňují s barvou pracovat velmi volně, rytmizovat ji a „dávkovat“ podle potřeby. Nástěnné objekty mají charakter prostorových reliéfů, jakýchsi partitur, záznamů a znakových systémů, vázaných na lineární osnovu. Objekty v prostoru jsou často komponovány do kubického nebo rotačního modulu, který vymezuje prostor, v němž se odehrává kresebně působící „příběh“ proplétajících se linií. Další kompozice jsou oproštěny od omezujícího tělesového vymezení a jako jakési vegetativní či organické architektury vybíhají do prostoru v rozmanitě variovaných kombinacích. | “ |
| — Jan Rýz | |   |

## Samostatné výstavy
- 1982 Obrazy – Příbram, Okresní muzeum Březové Hory
- 1985 Obrazy – Praha, Kavárna Jahodový bar
- 1987 Obrazy – Beroun, Městský kulturní dům
- 1987 Obrazy – Praha, Klub žurnalistů
- 1988 Obrazy – Praha, Galerie Modrý pavilón
- 1989 Obrazy – Mladá Boleslav, Koncertní a výstavní síň
- 1990 Sportovní motivy (obrazy a kresby z let 1982 – 89) – Středočeská galerie, Praha
- 1990 Obrazy a kresby – Trenčín, Okresní galerie M. A. Bazovského
- 1991 Obrazy a kresby – Euroklub, Praha
- 1995 Obrazy a kresby – Divadlo Labyrint, Praha
- 1996 Obrazy a kresby z let 1994 - 1996 – Galerie Fronta, Praha
- 1998 Obrazy a kresby – Galerie Křižovníků, Praha
- 1999 Obrazy a kresby – Galerie U Jonáše, Pardubice
- 2003 Obrazy a kresby – Národní dům, Prostějov
- 2007 Obrazy a kresby – Mladá Boleslav, Koncertní a výstavní síň
- 2008 Obrazy a kresby – Kostel Nejsvětějšího Salvátora,
- 2008 Sportovní motivy v obraze - Veletrh Motion – Veletržní palác, Praha
- 2013 Plastily – Nová síň, Praha
- 2014 Plastily – Benediktské opatství Emauzy, Praha
- 2015 Básně a partitury (plastily) – Geofyzikální ústav AV ČR, Praha
- 2017 Vojenský ústřední archiv, Praha
- 2018 „Skrytý pohon“ – Muzeum a Obrazárna, Želeč
- 2018 „Hravé cykly“ retrospektivní výstava – Galerie Kritiků, Praha